# Miraumont
Miraumont és un municipi francès situat al departament del Somme i a la regió dels Alts de França. L'any 2007 tenia 705 habitants.

## Demografia

### Població

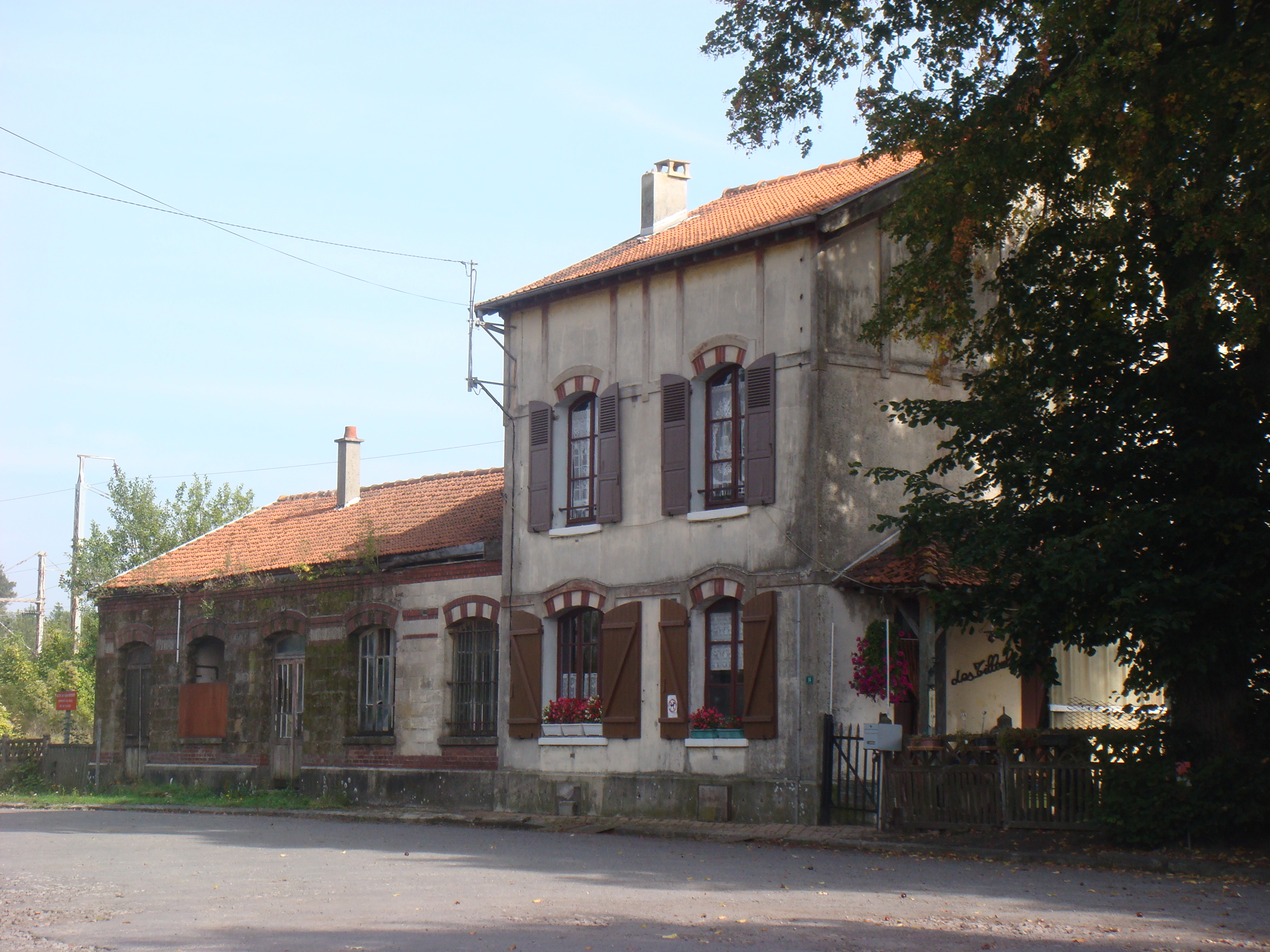
Estació de ferrocarril de Miraumont

El 2007 la població de fet de Miraumont era de 705 persones. Hi havia 264 famílies de les quals 56 eren unipersonals (16 homes vivint sols i 40 dones vivint soles), 92 parelles sense fills, 108 parelles amb fills i 8 famílies monoparentals amb fills.
La població ha evolucionat segons el següent gràfic:
Habitants censats

### Habitatges
El 2007 hi havia 309 habitatges, 269 eren l'habitatge principal de la família, 7 eren segones residències i 33 estaven desocupats. 295 eren cases i 13 eren apartaments. Dels 269 habitatges principals, 205 estaven ocupats pels seus propietaris, 53 estaven llogats i ocupats pels llogaters i 11 estaven cedits a títol gratuït; 2 tenien una cambra, 6 en tenien dues, 35 en tenien tres, 79 en tenien quatre i 147 en tenien cinc o més. 204 habitatges disposaven pel capbaix d'una plaça de pàrquing. A 105 habitatges hi havia un automòbil i a 132 n'hi havia dos o més.

### Piràmide de població
La piràmide de població per edats i sexe el 2009 era:
| Homes | Edats   | Dones |
| ----- | ------- | ----- |
| 0     | 95 o +  | 0     |
| 0     | 90 a 94 | 8     |
| 0     | 85 a 89 | 4     |
| 4     | 80 a 84 | 4     |
| 20    | 75 a 79 | 16    |
| 24    | 70 a 74 | 12    |
| 20    | 65 a 69 | 32    |
| 20    | 60 a 64 | 24    |
| 12    | 55 a 59 | 16    |
| 24    | 50 a 54 | 24    |
| 20    | 45 a 49 | 8     |
| 20    | 40 a 44 | 16    |
| 28    | 35 a 39 | 16    |
| 28    | 30 a 34 | 40    |
| 40    | 25 a 29 | 24    |
| 8     | 20 a 24 | 8     |
| 4     | 15 a 19 | 16    |
| 20    | 10 a 14 | 4     |
| 8     | 5 a 9   | 24    |
| 20    | 0 a 4   | 12    |

## Economia

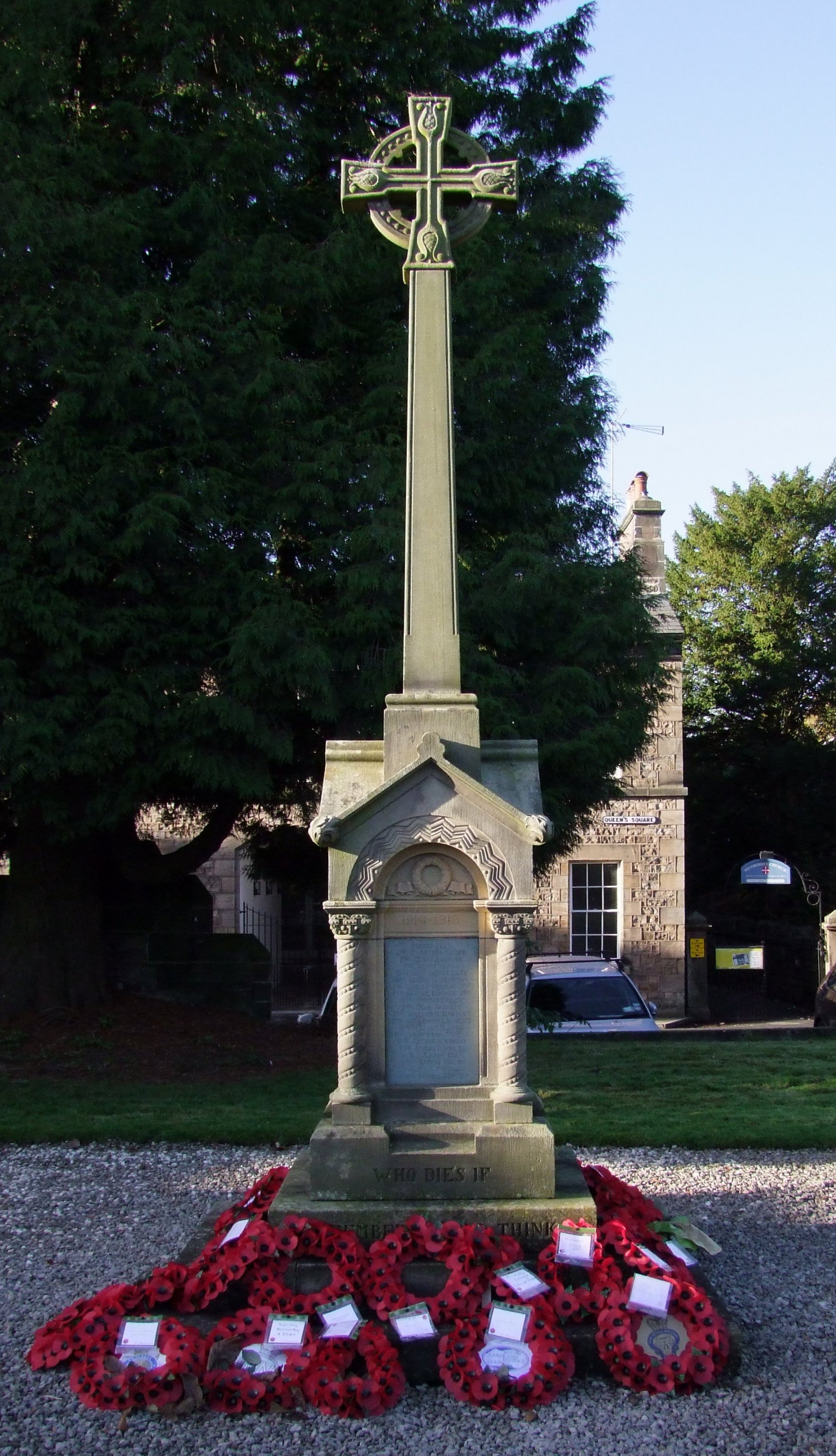

El 2007 la població en edat de treballar era de 431 persones, 313 eren actives i 118 eren inactives. De les 313 persones actives 278 estaven ocupades (157 homes i 121 dones) i 35 estaven aturades (15 homes i 20 dones). De les 118 persones inactives 44 estaven jubilades, 29 estaven estudiant i 45 estaven classificades com a «altres inactius».

### Ingressos
El 2009 a Miraumont hi havia 273 unitats fiscals que integraven 726 persones, la mediana anual d'ingressos fiscals per persona era de 16.640 €.

### Activitats econòmiques
Dels 30 establiments que hi havia el 2007, 1 era d'una empresa de fabricació d'altres productes industrials, 4 d'empreses de construcció, 6 d'empreses de comerç i reparació d'automòbils, 2 d'empreses de transport, 5 d'empreses d'hostatgeria i restauració, 1 d'una empresa financera, 4 d'empreses de serveis, 5 d'entitats de l'administració pública i 2 d'empreses classificades com a «altres activitats de serveis».
Dels 11 establiments de servei als particulars que hi havia el 2009, 1 era una oficina de correu, 1 funerària, 1 taller de reparació d'automòbils i de material agrícola, 2 paletes, 1 lampisteria, 1 electricista i 4 restaurants.
L'any 2000 a Miraumont hi havia 16 explotacions agrícoles que ocupaven un total de 612 hectàrees.

## Equipaments sanitaris i escolars
L'únic equipament sanitari que hi havia el 2009 era una farmàcia.
El 2009 hi havia una escola elemental integrada dins d'un grup escolar amb les comunes properes formant una escola dispersa.

## Poblacions més properes
El següent diagrama mostra les poblacions més properes.